# Wolfgang Scharf (Eisschnellläufer)
Wolfgang Scharf (* 13. November 1959 in München) ist ein ehemaliger deutscher Eisschnellläufer.

## Werdegang
Scharf, der für den Münchener Eislauf-Verein startete, wurde von 1978 bis 1980 dreimal in Folge deutscher Juniorenmeister im Kleinen Vierkampf und in den Jahren 1982 sowie 1983 deutscher Meister im Großen Vierkampf. Zudem kam er bei deutschen Meisterschaften jeweils zweimal auf den zweiten Platz und dritten Platz. International startete er erstmals in der Saison 1977/78 und lief dabei bei den Juniorenweltmeisterschaften 1978 in Montreal auf den 26. Platz im Kleinen Vierkampf. Bei den Juniorenweltmeisterschaften 1979 in Grenoble belegte er den 21. Platz im Kleinen Vierkampf und in der Saison 1979/80 bei den Juniorenweltmeisterschaften 1980 in Assen den 18. Platz in Kleinen Vierkampf sowie bei der Mehrkampfweltmeisterschaft 1980 in Heerenveen den 25. Platz im Großen Vierkampf. Außerdem war er bei den Olympischen Winterspielen 1980 in Lake Placid als Ersatzmann vor Ort. In den folgenden Jahren erreichte er bei der Mehrkampfeuropameisterschaft 1981 in Deventer sowie bei der Mehrkampfeuropameisterschaft 1983 in Den Haag jeweils den 22. Platz und bei der Mehrkampfeuropameisterschaft 1982 in Oslo den 23. Platz im Großen Vierkampf. Zudem wurde er im Januar 1983 bei der 4-Bahnen-Tournee in Inzell Dritter im Mehrkampf und errang bei der Mehrkampfweltmeisterschaft 1983 in Oslo den 18. Platz im Großen Vierkampf. In der Saison 1983/84 kam er erneut in Inzell bei der 3-Bahnen-Tournee auf den dritten Platz im Mehrkampf und bei der Mehrkampfweltmeisterschaft 1984 in Göteborg auf den 30. Platz im Großen Vierkampf. Beim Saisonhöhepunkt, den Olympischen Winterspielen 1984 in Sarajevo, belegte er jeweils den 28. Platz über 5000 m und 10.000 m sowie den 25. Rang über 1500 m. Letztmals international startete er in der Saison 1984/85. Neben den Sport machte er eine Ausbildung zum Bankkaufmann und war später als freiberuflicher Finanz- und Immobilienmakler tätig.

## Erfolge

### Olympische Spiele
- 1984 Sarajevo: 25. Platz 1500 m, 28. Platz 5000 m, 28. Platz 10.000 m

### Mehrkampf-Weltmeisterschaften
- 1980 Heerenveen: 25. Platz Großer Vierkampf
- 1983 Oslo: 18. Platz Großer Vierkampf
- 1984 Göteborg: 30. Platz Großer Vierkampf

### Mehrkampf-Europameisterschaften
- 1981 Deventer: 22. Platz Großer Vierkampf
- 1982 Oslo: 23. Platz Großer Vierkampf
- 1983 Den Haag: 22. Platz Großer Vierkampf

## Persönliche Bestleistungen
| Disziplin | Zeit         | Datum             | Ort               |
| --------- | ------------ | ----------------- | ----------------- |
| 500 m     | 39,23 s      | 10. Dezember 1983 | Inzell            |
| 1000 m    | 1:18,40 min  | 19. Februar 1983  | Frankfurt am Main |
| 1500 m    | 1:58,68 min  | 10. Dezember 1983 | Inzell            |
| 3000 m    | 4:10,40 min  | 7. Januar 1984    | Inzell            |
| 5000 m    | 7:09,91 min  | 23. März 1983     | Alma Ata          |
| 10.000 m  | 15:01,60 min | 5. März 1983      | Inzell            |